# Запрометов, Михаил Николаевич
Михаил Николаевич Запрометов (1918—2008) — биолог, лауреат премии имени К. А. Тимирязева (1995).
Сын Н. Г. Запрометова (1893—1983) — советского миколога, фитопатолога и энтомолога.

## Биография
Родился 20 июня 1918 года в Ташкенте в семье научного сотрудника Туркестанской земельной станции защиты растений Н. А. Запрометова (впоследствии профессора, заведующего кафедрой фитопатологии Ташкентского сельскохозяйственного института).
В 1936 году с отличием окончил среднюю школу и поступил на химический факультет МГУ, который окончил в 1941 году.
На 3-м курсе опубликовал свою первую статью «К истории химии в Московском университете». Дипломную работу защитил по теме: «Дезагрегация дрожжевой сахарозы в мономерных растворах мочевины».
1 июля 1941 года был призван Куйбышевским РВК Москвы в ряды РККА, окончил курсы в Военной академии химзащиты РККА имени К. Е. Ворошилова, в качестве воентехника 2-го ранга 1 декабря 1941 года был отправлен на фронт, всю войну прослужил в химических войсках, принимал непосредственное участие в боях, в 1946 году был награждён медалью «За победу над Германией».
После демобилизации был принят на работу в лабораторию биосинтеза Института биохимии имени А. Н. Баха АН СССР, где под руководством А. Л. Курсанова были начаты исследования фенольных соединений чайного растения.
В 1952 году — защитил кандидатскую диссертацию, тема: «Чайный танин. Его состав, свойства и превращения», посвященная разработанным им методам количественного анализа катехинов и окислительным превращениям в процессах переработки чайного сырья (научный руководитель — член-корреспондент А. Л. Курсанов).
В 1954 году — перешел на работу в Института физиологии растений имени К. А. Тимирязева АН СССР (вслед за А. Л. Курсановым, который был назначен директором института), где прошел путь от научного сотрудника лаборатории передвижения веществ до заведующего лабораторией вторичного метаболизма.
В 1963 году — защитил докторскую диссертацию, тема: «Биохимия катехинов».
Умер 9 марта 2008 года.

## Научная и общественная деятельность
Первые исследования были посвящены биохимии фенолов чайного растения, что определило его интересы на всю жизнь. Он изучал химическую природу фенольных соединений, которые в тот период были мало изучены, а также их распространение, биосинтез и функции в растениях. Большим успехом была разработка хроматографического метода разделения сложного и лабильного комплекса фенольных соединений чайного растения и их идентификации, что в нашей стране стало одним из первых примеров успешного применения препаративной распределительной хроматографии для получения биологически активных соединений.
Впервые показал, что на свету интенсивное образование простых форм катехинов происходит в хлоропластах при участии фотосинтеза, затем эти формы покидают органеллы и подвергаются дальнейшим биосинтетическим превращениям (гидроксилированию, галлоилированию, гликозилированию внепла-стидными сахарами).
Установил высокую капилляроукрепляющую (Р-витаминную) активность катехинов. За разработку и внедрение промышленной технологии получения комплекса катехинов из некондиционного чайного сырья, результатом чего явилось производство витамина Р на Щелковском заводе Московской области, Заирометов и Курсанов в 1960 году получили Диплом на открытие.
С 1966 по 2004 годы — организовывал и возглавлял Всесоюзные и Международные симпозиумы по фенольным соединениям.
Читал курс по биохимии фенольных соединений на биологическом факультете МГУ.
Под его руководством было защищено 16 кандидатских и 5 докторских диссертаций.
Многие годы являлся членом редколлегии журналов «Физиология растений», «Биохимия», «Общая биология».
Руководил Экспертным советом ВАК по биологии.
Автор более 400 научных публикаций, учебника «Биохимия фенольных соединений», а также 4 авторских свидетельств.

## Награды
- Медаль «За победу над Германией» (1946)
- Премия имени К. А. Тимирязева (1995) — за монографию «Фенольные соединения. Распространение, метаболизм и функции в растениях»
- Заслуженный деятель науки Российской Федерации (1999)